# Mauro Politi

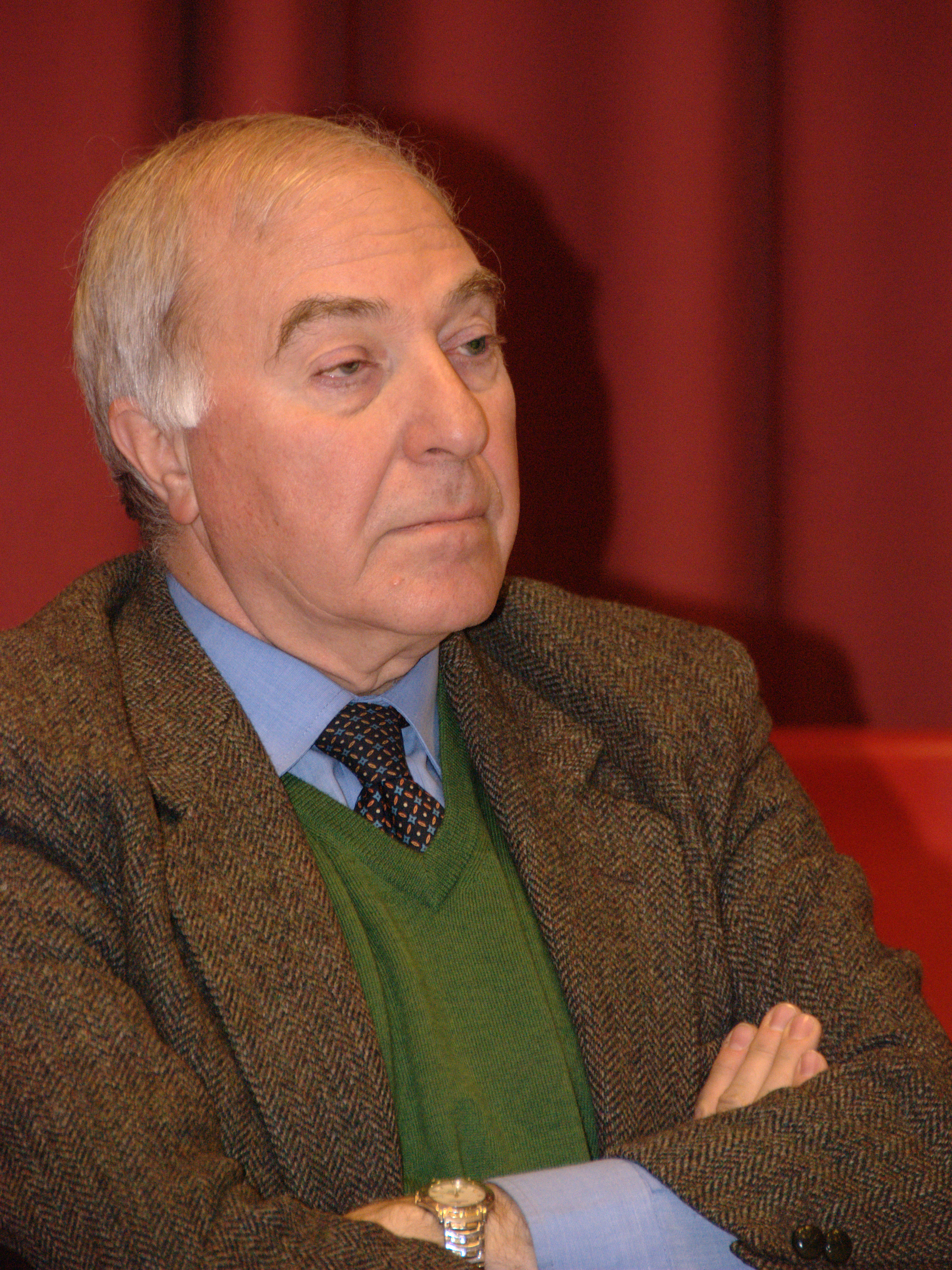
Mauro Politi (2011)

Mauro Politi (* 13. September 1944 in Fabrica di Roma) ist ein italienischer Jurist und Diplomat, der gegenwärtig als einer der renommiertesten Rechtswissenschaftler seines Heimatlandes im Bereich des Völkerrechts gilt. Er ist seit 1986 Professor an der Universität Trient und gehörte von 2003 bis 2009 dem Internationalen Strafgerichtshof an. Damit war er der erste Richter aus Italien, der an diesem Gericht wirkte.

## Leben
Mauro Politi wurde 1944 in Fabrica di Roma geboren und absolvierte ein Studium des Rechtswissenschaften 1966 an der Universität Florenz. Nach einem Forschungsaufenthalt an der Columbia University war er im italienischen Rechtssystem unter anderem von 1969 bis 1972 als Richter in Florenz und 1972 in Oristano, von 1972 bis 1975 als Staatsanwalt am Mailänder Jugendgericht sowie von 1975 bis 1983 als Richter in Mailand tätig. Darüber hinaus wirkte er von 1976 bis 1979 als Assistenzprofessor für internationales Privatrecht an der Universität Cagliari, von 1979 bis 1986 als Assistenzprofessor für Völkerrecht an der Universität Urbino sowie von 1986 bis 1990 als außerordentlicher Professor und ab 1990 als ordentlicher Professor für Völkerrecht an der Universität Trient.
Ab 1986 war er Mitglied der Delegationen seines Heimatlandes zu verschiedenen internationalen Konferenzen. So nahm er 1993 an der Konferenz in Vancouver teil, in deren Rahmen die Rechtsgrundlagen des Internationalen Strafgerichtshofs für das ehemalige Jugoslawien ausgearbeitet wurden. In den Jahren 1995/1996 gehörte er der italienischen Delegation zum Sicherheitsrat der Vereinten Nationen an. Von 1992 bis 2001 fungierte er als Rechtsberater der ständigen Vertretung Italiens bei den Vereinten Nationen und war in dieser Funktion aktiv an den Verhandlungen zum Statut des Internationalen Strafgerichtshofs (IStGH) beteiligt. Während der Konferenz in Rom, auf der 1998 dieses als Rom-Statut bezeichnete Abkommen unterzeichnet wurde, war er Koordinator für die Angelegenheiten von Kindern bei bewaffneten Konflikten.
Darüber hinaus war er von 1995 bis 1997 Mitglied der italienischen Delegation zur Vorbereitungskommission für den IStGH. Im Jahr 2001 wurde er von der Generalversammlung der Vereinten Nationen auf die Liste der Ad-litem-Richter für den Internationalen Strafgerichtshof für das ehemalige Jugoslawien gewählt. Zwei Jahre später folgte die Berufung zum Richter an den neu entstandenen Internationalen Strafgerichtshof, an dem er der Vorverfahrensabteilung zugeordnet wurde. Er erfüllte dabei die im Rom-Statut formulierten Voraussetzungen zur Qualifikation der Kandidaten sowohl im Bereich des Straf- und Strafverfahrensrechts (Kandidatenliste A) als auch des Völkerrechts (Kandidatenliste B) und wurde für die Liste B nominiert und gewählt. Die Dauer seiner Amtszeit betrug sechs Jahre.
Im Jahr 2005 wurde Mauro Politi mit dem Großkreuz des Verdienstordens der Italienischen Republik ausgezeichnet.

## Werke (Auswahl)
- Diritto internazionale e non proliferazione nucleare. Padua 1984
- The Rome Statute of the International Criminal Court: A Challenge to Impunity. Aldershot 2001 (als Mitautor)
- The International Criminal Court and the Crime of Aggression. Aldershot 2004 (als Mitherausgeber)
- The International Criminal Court and National Jurisdictions. Aldershot 2008 (als Mitherausgeber)